# Parafia św. Marcina Biskupa w Gwieździnie
Parafia pw. św. Marcina Biskupa w Gwieździnie – parafia należąca do dekanatu Czarne, diecezji koszalińsko-kołobrzeskiej, metropolii szczecińsko-kamieńskiej. Została utworzona w 1760 roku, ponownie w 1967. Siedziba parafii mieści się w Gwieździnie pod numerem 34.

## Miejsca święte

### Kościół parafialny
Kościół pw. św. Marcina w Gwieździnie
Drewniany kościół parafialny został zbudowany w latach 1688–1690, ufundowany przez Radziwiłłów. W 1754 roku rozbudowany i poświęcony – przedłużono nawę i dobudowano wieżę.

### Kościoły filialne i kaplice
Kościół pw. św. Franciszka z Asyżu w Olszanowie